# Josep Mariné i Grau
Josep Mariné i Grau (Alforja, Baix Camp, 27 de gener de 1936) és un polític català, diputat en la III Legislatura del Parlament de Catalunya i president de la Diputació de Tarragona.
És titular en màrqueting i ha treballat com a agent comercial i cap de vendes d'una empresa agroalimentària per Catalunya i les Illes Balears. En 1976 ingressà a Convergència Democràtica de Catalunya, partit del que en fou president de la Federació de Tarragona de 1982 a 1988. A les eleccions municipals de 1983 fou escollit alcalde d'Alforja i diputat a la Diputació de Tarragona. Fou reescollit com a alcalde a les eleccions de 1987, 1991, 1995, 1999 i 2003.
Pel juliol de 1989 va substituir en el seu escó de diputat Joan Descals i Esquius, escollit a les eleccions al Parlament de Catalunya de 1988 per Convergència i Unió. Fou membre de diverses comissions del Parlament de Catalunya, entre elles la d'Organització i Administració de la Generalitat i Govern Local. De 1991 a 1993 fou vicepresident primer de la Diputació de Tarragona, i en gener de 1993 en fou nomenat president, càrrec que va ocupar fins al 13 de juliol de 2003.
En 2006 fou investigat pel jutge de l'Audiència Nacional Baltasar Garzón amb relació a l'Operació "Mármol Rojo" per si havia rebut suborns de la màfia ucraïnesa per afavorir les seves inversions immobiliàries.El Jutge va deixar-lo fora de les investigacions al demostrar-se que no havia realitzat cap operació fraudulenta durant tots els seus anys d’exercici.